# Matthias Döschner
Matthias Döschner (* 12. ledna 1958, Donín) je bývalý východoněmecký fotbalista, levý obránce, reprezentant Východního Německa (NDR).

## Fotbalová kariéra
Ve východoněmecké oberlize hrál za Dynamo Drážďany, nastoupil ve 253 ligových utkáních a dal 33 gólů. V letech 1978, 1989 a 1990 získal s Dynamem Drážďany mistrovský titul a v letech 1982, 1984, 1985 a 1990 východoněmecký fotbalový pohár. V Poháru mistrů evropských zemí nastoupil ve 2 utkáních, v Poháru vítězů pohárů nastoupil ve 13 utkáních a v Poháru UEFA nastoupil ve 23 utkáních a dal 1 gól. Za reprezentaci Východního Německa (NDR) nastoupil v letech 1982-1989 ve 40 utkáních a dal 2 góly.

## Ligová bilance
| Ročník                | Zápasy | Góly | Klub                            |
| --------------------- | ------ | ---- | ------------------------------- |
| I. liga 1977/78       | 5      | 1    | Dynamo Drážďany                 |
| I. liga 1978/79       | 9      | 3    | Dynamo Drážďany                 |
| I. liga 1979/80       | 13     | 3    | Dynamo Drážďany                 |
| I. liga 1980/81       | 18     | 2    | Dynamo Drážďany                 |
| I. liga 1981/82       | 24     | 7    | Dynamo Drážďany                 |
| I. liga 1982/83       | 22     | 2    | Dynamo Drážďany                 |
| I. liga 1983/84       | 21     | 4    | Dynamo Drážďany                 |
| I. liga 1984/85       | 25     | 1    | Dynamo Drážďany                 |
| I. liga 1985/86       | 23     | 1    | Dynamo Drážďany                 |
| I. liga 1986/87       | 24     | 4    | Dynamo Drážďany                 |
| I. liga 1987/88       | 23     | 1    | Dynamo Drážďany                 |
| I. liga 1988/89       | 22     | 1    | Dynamo Drážďany                 |
| I. liga 1989/90       | 24     | 2    | Dynamo Drážďany                 |
| 2. Bundesliga 1990/91 | 24     | 0    | 2. německá fotbalová Bundesliga |
| CELKEM I. liga        | 253    | 33   |                                 |